# Trichomanes longifolium
Trichomanes longifolium là một loài dương xỉ trong họ Hymenophyllaceae. Loài này được Desv. mô tả khoa học đầu tiên năm 1811.